# 鰭斑後臀麗魚
鰭斑後臀麗魚又名巴西後臀麗魚，為輻鰭魚綱慈鯛目慈鯛科後臀麗魚亞科後臀麗魚族後臀麗魚屬的其中一種，分布於南美洲巴西Xingu與Tapajos河流域，體長可達14.4公分，棲息在中底層水域，生活習性不明。